# Buskea ovalis
Buskea ovalis är en mossdjursart som först beskrevs av Busk 1881.  Buskea ovalis ingår i släktet Buskea och familjen Celleporidae. Inga underarter finns listade i Catalogue of Life.